# Ancourt
Ancourt är en kommun i departementet Seine-Maritime i regionen Normandie i norra Frankrike. Kommunen ligger i kantonen Dieppe-Est som tillhör arrondissementet Dieppe. År 2022 hade Ancourt 627 invånare.

## Befolkningsutveckling
Antalet invånare i kommunen Ancourt
| Referens: INSEE |